# فایو فور فایتینگ
فایو فور فایتینگ (انگلیسی: Five for Fighting؛ زادهٔ ۷ ژانویهٔ ۱۹۶۵) یک موسیقی‌دان اهل ایالات متحده آمریکا است. وی از سال ۱۹۹۷ میلادی تاکنون مشغول فعالیت بوده‌است.